# 南田平村
南田平村（みなみたびらむら）は、長崎県北松浦郡にあった村。昭和の大合併で田平町となり消滅した。
村域は大部分が平戸市となっているが、一部は江迎町を経て佐世保市となっている。

## 沿革
- 1889年4月1日 - 町村制施行に伴い、小手田村・下寺村が合併して北松浦郡南田平村が成立。
- 1954年4月1日 - 田平村と新設合併し町制施行、田平町となり、自治体として消滅。

## 地名
免の名称に「小手田」「下寺」の大字を冠する。
大字小手田
- 一関免（いっせきめん）
- 大久保免（おおくぼめん）
- 荻田免（おぎためん）
- 小手田免（こてだめん）
- 野田免（のだめん）
- 本山免（もとやまめん）
- 山内免（やまのうちめん）

大字下寺
- 以善免（いよしめん）
- 下寺免（しもでらめん）
- 末橘免（すえたちばなめん）[1]
- 田代免（たしろめん）
- 深月免（ふかつきめん）
- 古梶免（ふるかじめん）

## 交通

### 鉄道
- 日本国有鉄道
  - 松浦線

（田平村） – 平戸口駅〔山内免〕 – （江迎町）
現在、旧村域には西田平駅〔荻田免〕が設置されている。また、江迎町へ編入された末橘免にはすえたちばな駅が設置された。

## 出身有名人
- 竹山広（歌人）